# کتابخانه آزاد و اپرا خانه هسکل
کتابخانه و خانه اپرای آزاد هسکل (به فرانسوی: Bibliothèque et salle d'opéra Haskell‎) یک ساختمان ویکتوریایی است که در مرز بین‌المللی راک آیلند (اکنون بخشی از ستنستد)، کبک و دربی لاین، ورمانت واقع شده‌است. سالن اپرا در 7 ژوئن 1904 افتتاح شد و تعمداً روی مرز بین کانادا و ایالات متحده ساخته شد. این بنا در دهه‌های 1970 و 1980 توسط هر دو کشور به عنوان میراث فرهنگی اعلام شد.
این کتابخانه دارای دو آدرس متفاوت است: خیابان Caswell 93، Derby Line , Vermont و 1 rue Church (Church Church)، استنستد، کبک.
یک خط سیاه ضخیم از زیر صندلی‌های سالن اپرا و به صورت قطری از وسط سالن مطالعه کتابخانه برای نشان دادن مرز کانادا و ایالات متحده عبور می‌کند. صحنه و نیمی از صندلی‌ها در کانادا است، و بقیه سالن اپرا در ایالات متحده است. این ساختمان دارای کد پستی مختلف (خیابان Caswell Avenue 93، ۰۵۸۳۰ و ۱، کلیسای Rue (کلیسای خیابان)، J0B 3E2) و کد تلفن‌های مختلف (+ ۱- ۸۰۲ -۸۷۳-۳۰۲۲ و + ۱- ۸۱۹ -۸۷۶-۲۴۷۱ +) در دو کشور مربوطه است.